# Horodske, Korostîșiv
Horodske (în ucraineană Городське) este localitatea de reședință a comunei Horodske din raionul Korostîșiv, regiunea Jîtomîr, Ucraina.

## Demografie
Componența lingvistică a localității Horodske
     Ucraineană (99,26%)
     Alte limbi (0,74%)
Conform recensământului din 2001, majoritatea populației localității Horodske era vorbitoare de ucraineană (99,26%), existând în minoritate și vorbitori de alte limbi.